# Jennifer Hoffman
Jennifer Mary Hoffman (Gouda, 23 december 1980) is een Nederlandse actrice en presentatrice, die bekendheid verwierf door haar rollen in series als Westenwind, Dokter Tinus en De Luizenmoeder.

## Biografie

### Carrière
Hoffman werd geboren in Gouda. Ze is dochter van een vader uit de reisbranche en een onderwijzeres. Op haar dertiende verhuisde ze naar Reeuwijk. In 1998 behaalde zij haar havodiploma. In de periode kreeg ze les van docent dramaturgie John de Heij. Na die havo ging ze studeren aan de Hogere Europese Beroepen Opleiding (Hebo), maar daar nam ze na zes weken alweer afscheid van. Ze wilde in Spanje Spaans studeren en om dat te financieren schreef ze zich in bij Harry Klooster Casting. Ze mocht auditie doen en kon aan de slag als Sam de Graaf in de serie Westenwind (1999-2002). De gedachten aan een studie verdwenen. Een seksscène, die haar te ver ging, betekende het eind aan haar optreden in de serie, toen onder leiding van Steven de Jong. Ze zou ook in latere jaren last hebben van ongewenste intimiteiten. In Het Parool van februari 2023 verwijst ze daarbij naar Wat de fak van Maryam Hassouni. Ze ging terug naar de studieboeken, media- en entertainmentmanagement in Haarlem. 

Opnieuw kwamen er rollen. Zo speelde ze in de soap Samen (2005) van Talpa. Ook speelde ze voor die zender in de improvisatiesoap Rauw!, die in mei 2006 voor het eerst werd uitgezonden en na zes afleveringen stopte.
Sinds 5 januari 2006 speelde Hoffman de rol van Maxime Noordhof in de serie Spoorloos verdwenen van de AVRO. Eind 2008 werd hiervan het derde en laatste seizoen uitgezonden. Vanaf maart 2008 was ze samen met Dennis Storm, Yolanthe Cabau van Kasbergen, Filemon Wesselink, Hanna Verboom, Tygo Gernandt, Nicolette Kluijver en Willie Wartaal te zien in het BNN-programma Crazy 88, dat gepresenteerd werd door Peer Mascini. Hierin moest een "vrouwenteam" tegen een "mannenteam" strijden door opdrachten uit te voeren. In 2008 presenteerde Hoffman het tv-programma Passion for Fashion.
In 2009 was ze met Paul de Leeuw, Nelly Frijda en Najib Amhali te zien in de Nederlandse film Spion van Oranje van regisseur Tim Oliehoek. Hoffman speelde Lena, een van de hoofdrollen. In 2009 en 2010 speelde ze Puck Rademaker, een hoofdrol in de serie Verborgen gebreken op Net5 rond een makelaarskantoor.
In 2012 was Jennifer Hoffman te zien als vast panellid in de muziekquiz Doe Maar Normaal op BNN, gepresenteerd door Ruben Nicolai.  Ook was ze sinds september te zien als Lisa de Graaf in de serie Dokter Tinus met onder anderen Thom Hoffman en Jack Wouterse. Eind 2013 speelde ze ook in de serie Sophie's Web op Net5.
In 2014 was Hoffman kandidaat in het 14e seizoen van het tv-programma Wie is de Mol?. Hier viel ze als vierde van de tien deelnemers af. In 2018 en 2019 speelde ze de rol van Hannah in de tv-serie De Luizenmoeder. Vanaf 7 april 2019 presenteerde Hoffman de nieuwsquiz Van de Week voor BNNVARA op NPO 3.
Vanaf 2020 is ze een van de presentatoren van het programma 3 op Reis.

### Privéleven
Hoffman had zes jaar lang een relatie met acteur Daan Schuurmans, die ze op de set van Westenwind leerde kennen. Eind 2006 gingen de twee uit elkaar. Vanaf 2011 had Hoffman een relatie met Henry van Loon, die ze had leren kennen tijdens de opnames van Comedy Live. Eind 2017 ging het stel uit elkaar. Ze hadden allebei andere ideeën over de relatie. Sinds 2018 heeft Hoffman een relatie met de Amerikaans-Franse zakenman Dorian Geis. In september 2020 liet Hoffman via haar Instagram-profiel weten in verwachting te zijn van hun eerste kindje. Op 5 februari 2021 werd hun zoon Cooper geboren.

## Filmografie
| Film       | Film                                             | Film                                | Film                                                             |
| Jaar       | Productie                                        | Rol                                 | Opmerkingen                                                      |
| ---------- | ------------------------------------------------ | ----------------------------------- | ---------------------------------------------------------------- |
| 2007       | Kapitein Rob en het geheim van professor Lupardi | Miljonairsdochter                   | Bioscoopfilm                                                     |
| 2009       | Spion van Oranje                                 | Lena                                | Bioscoopfilm                                                     |
| 2009       | Hilversum 4                                      | Vriendin                            | Korte film                                                       |
| 2009       | Suske en Wiske: De Texas Rakkers                 | Miss Missy                          | Stemacteur voor de Nederlandse versie                            |
| 2011       | Sammie is zoek                                   | Moeder                              | Korte film                                                       |
| 2012       | Laptop                                           | Marie Louise                        | Telefilm                                                         |
| 2013       | Bro's Before Ho's                                | Suzanne                             | Bioscoopfilm                                                     |
| 2014       | Dummie de Mummie                                 | Juffrouw Friek                      | Bioscoopfilm                                                     |
| 2015       | Homies                                           | Incasso-agente                      | Bioscoopfilm                                                     |
| 2015       | Dames 4                                          | Nanda                               | Telefilm                                                         |
| 2015       | Rendez-vous                                      | Lian                                | Bioscoopfilm                                                     |
| 2015       | Hallo bungalow                                   | Ilona                               | Bioscoopfilm                                                     |
| 2015       | Dummie de Mummie en de Sfinx van Shakaba         | Juffrouw Friek                      | Bioscoopfilm                                                     |
| 2016       | De Prinses op de Erwt: Een Modern Sprookje       | Suzan Schippers                     | Telefilm                                                         |
| 2016       | Familieweekend                                   | Bonnie                              | Bioscoopfilm                                                     |
| 2016       | Hartenstrijd                                     | Tina                                | Bioscoopfilm                                                     |
| 2017       | Dummie de Mummie en de tombe van Achnetoet       | Juffrouw Friek                      | Bioscoopfilm                                                     |
| 2018       | Mannen van Mars                                  | Monique                             | Bioscoopfilm                                                     |
| 2019       | Mijn bijzonder rare week met Tess                | moeder van Tess                     | Bioscoopfilm                                                     |
| 2019       | Taiki                                            | Linda                               | Telefilm                                                         |
| 2021       | Luizenmoeder                                     | Hannah Roelink                      | Bioscoopfilm                                                     |
| 2023       | All Inclusive                                    | Sylvie                              | Bioscoopfilm                                                     |
| Televisie  |                                                  |                                     |                                                                  |
| Jaar       | Productie                                        | Rol                                 | Opmerkingen                                                      |
| 1999-2002  | Westenwind                                       | Sam de Graaf                        | Vaste rol                                                        |
| 2001       | Dok12                                            | Brenda                              | Afl. Dodelijke damesacht                                         |
| 2005-2006  | Samen                                            | Emma van Dord                       | Vaste rol                                                        |
| 2006       | Rauw!                                            | Anouk                               | Vaste rol                                                        |
| 2006-2008  | Spoorloos verdwenen                              | Maxime Noordhof                     | Vaste rol                                                        |
| 2008       | Crazy 88                                         | Zichzelf                            | Deelnemer in het vrouwenteam                                     |
| 2008       | Passion for Fashion                              | Presentatie                         |                                                                  |
| 2009-2011  | Verborgen gebreken                               | Puck Rademaker                      | Vaste rol                                                        |
| 2010       | Gooische Frieten                                 | Jennifer                            | Afl. Veilig: Deel 1 Afl. Veilig: Deel 2 Afl. Laatste aflevering? |
| 2011       | Comedy Live                                      | Ensemble                            | Vaste rol Meerdere rollen                                        |
| 2011       | Vrijdag op Maandag                               | Ensemble                            | Vaste rol Meerdere rollen                                        |
| 2012       | Sinterklaasjournaal                              | Vrouw die voor Pietje Verliefd komt | Afl. 11                                                          |
| 2012       | Doe Maar Normaal                                 | Zichzelf                            | Vast panellid                                                    |
| 2012-2014  | Toren C                                          | Sabine Barman                       | Afl. Met de rug tegen de muur, afl. 5.2                          |
| 2012-2016  | Dokter Tinus                                     | Lisa de Graaf                       | Vaste rol                                                        |
| 2013-2014  | Sophie's Web                                     | Sophie                              | Vaste rol                                                        |
| 2014       | Wie is de Mol?                                   | Zichzelf                            | Kandidaat                                                        |
| 2015       | De Boskampi's                                    | Sexy buurvrouw                      | gastrol                                                          |
| 2016       | Bitterzoet                                       | Esmée                               | Vaste rol                                                        |
| 2017       | Talenten Zonder Centen                           | Zichzelf                            |                                                                  |
| 2017       | Echt niet OK                                     | Verschillende rollen                |                                                                  |
| 2018       | Zomer in Zeeland                                 | Juul Willemse                       | Vaste rol                                                        |
| 2018       | De regels van Floor                              | Renee                               |                                                                  |
| 2018-2019  | De Luizenmoeder                                  | Hannah Roelink                      | Vaste rol                                                        |
| 2018       | Genaaid                                          | Presentatie                         |                                                                  |
| 2019       | Van de Week                                      | Presentatie                         | Quizmaster                                                       |
| 2019       | Random Shit                                      | Verschillende rollen                |                                                                  |
| 2019-heden | Grenzeloos Verliefd: Baby in het Buitenland      | Presentatie                         |                                                                  |
| 2020       | Gefileerd                                        | Presentatie                         |                                                                  |
| 2020-2024  | 3 op Reis                                        | Presentatie                         |                                                                  |
| 2020       | Verborgen Verleden                               | Haarzelf                            | Eenmalig                                                         |
| 2021       | Deep Shit                                        | Veerle                              | Vaste rol                                                        |
| 2024       | Hein                                             | Eline van Stierum                   | Vaste rol                                                        |
| 2024       | The Masked Singer                                | De struisvogel                      | Kandidaat                                                        |
| 2025       | LOL: Laughing Out Loud                           | Haarzelf                            | Seizoen 3                                                        |
| 2025       | Bennie                                           | Patricia Bennink                    |                                                                  |
| 2025       | Dag & Nacht                                      | Linda                               | Seizoen 2                                                        |

- Gemeinsame Normdatei: 1175534188
- Nederlandse Thesaurus van Auteursnamen: 333475992
- Virtual International Authority File: 280501256
- WorldCat: E39PBJbGQM37vQqPQ8dX6PHpyd